# Eury De La Rosa
Eury De La Rosa (né le 24 février 1990 à Santiago de los Caballeros, Santiago, République dominicaine) est un lanceur de relève gaucher qui a joué dans la Ligue majeure de baseball pour les Diamondbacks de l'Arizona entre 2013 et 2014.

## Carrière

### Diamondbacks de l'Arizona
Eury De La Rosa signe son premier contrat professionnel en 2008 avec les Diamondbacks de l'Arizona. Le releveur gaucher fait ses débuts dans le baseball majeur avec les Diamondbacks le 14 juillet 2013 contre les Brewers de Milwaukee. En 19 parties et 14 manches et deux tiers lancées pour Arizona en 2013, il présente une moyenne de points mérités de 7,36 avec une défaite et 16 retraits sur des prises.
Il entre en jeu dans 25 matchs des Diamondbacks en 2014 et fait beaucoup mieux avec une moyenne de points mérités de 2,95 en 36 manches et deux tiers lancées et deux victoires.

### Padres de San Diego
Le 18 décembre 2014, il est transféré aux Athletics d'Oakland. Il ne joue pas pour les Athletics, qui l'abandonnent au ballottage. Il est réclamé le 23 mai 2015 par les Padres de San Diego.